# Slaget vid Zorndorf
Slaget vid Zorndorf stod mellan Preussen och Ryssland den 25 augusti 1758, under sjuårskriget. Slagfältet låg vid byn Zorndorf i östra Brandenburg, nuvarande Sarbinowo nära Dębno i västra Polen. Ingen av parterna vann slaget.

## Förlopp
För att förhindra att ryska och österrikiska trupper förenades, för att inta Berlin, beslöt Fredrik II av Preussen att slå till snabbt och hårt, som i sin kampanj året tidigare som gav segrarna vid Rossbach och Leuthen. Fredrik II manövrerade i en frågetecken-liknande manöver in bakom Fermors pågående belägring av Küstrin, cirka 80 km öster om Berlin. Vid gryningen den 25 augusti märkte ryska kossacker att den preussiska hären smygit in bakom byn Zorndorf, efter att ha marscherat runt deras högra flank.
Detta var första gången Fredrik personligen mötte ryska styrkor under sjuårskriget, en drabbning som skulle komma att bli ett av de blodigaste slagen i historien. Ryssarna led betydligt större förluster än preussarna, men hade också större styrkor i utgångsläget. Det kom därför inte till något avgörande i slaget, och båda styrkor drog sig tillbaka. Resultatet blev att preussarna fick andrum, samtidigt som de måste acceptera fientliga styrkors närvaro inne på deras territorium.